# Emircan Koşut
Emircan Koşut (Gaziosmanpaşa, 3 luglio 1995) è un cestista turco.

## Palmarès
- Coppa di Turchia: 1

Anadolu Efes: 2014-15
- Coppa del Presidente: 1

Anadolu Efes: 2015
- Eurocup: 1

Darüşşafaka: 2017-18